# Barrosa
Barrosa is een plaats (freguesia) in de Portugese gemeente Benavente en telt 739 inwoners (2001).